# BR-369
Pour les articles homonymes, voir Route 369.

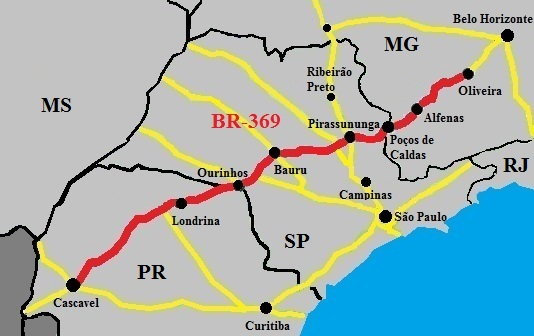
Tracé de la BR-369.

La BR-369 est une importante route fédérale diagonale brésilienne située dans les États de Paraná, São Paulo et Minas Gerais. Elle a une longueur de 1232,000 km, et relie les villes d'Oliveira, dans l'État de Minas Gerais, à Cascavel, Paraná.

## Histoire
La Rodovia dos Cereais (en français : « Route du Grain ») a été créée pour se débarrasser de l'immense production agricole du Paraná, et en 1963, les tronçons Maringá - Ourinhos et Uraí - Cornélio Procópio ont été livrés.

## Importance économique
L'autoroute est extrêmement importante pour le transporte des produits issus de l'agriculture, de l'élevage et de l'industrie des États du Paraná à São Paulo et vice versa. À titre d'exemple, nous avons le soja, le maïs, le café, le bœuf, les pâtes et papiers, le bois, les meubles et d'autres produits importants dans la région,,.
L'autoroute relie également les États occidentaux du Paraná et de São Paulo au Paraguay. Le Paraguay importe la plupart des produits qu'il consomme du Brésil (l'un des principaux promoteurs de l'économie paraguayenne). Par conséquent, le commerce et le tourisme avec le Paraguay sont forts dans la région. Foz do Iguaçu et Ciudad del Este bénéficient directement de l'autoroute.

## Sections dupliquées de l'autoroute
L'autoroute est dupliquée en quelques parties au Paraná. La BR-369, ainsi que les BR-376 et BR-277, qui forment un triangle au sein de l'État du Paraná, ont été concédées à des entreprises privées en 1997, au début de l'ère des concessions routières au Brésil. Les contrats sont valables jusqu'en 2021.
Dans un premier temps, 995 km de routes au Paraná devaient être dupliqués, et la population s'est vu promettre que l'État disposerait d'autoroutes Primeiro Mundo, dynamisant fortement la croissance économique. Mais des ajouts ont été rapidement signés qui supprimaient les doublons et autres travaux des contrats. L'engagement de dédoublement est passé de 995 à 616 km. Pour ne rien arranger, en 2019, ce qui avait été doublé n'était plus que de 300 km, même avec des tarifs de péage qui augmentaient chaque année. Le MPF (ministère public fédéral) a alors mené l'opération Intégration, qui a montré que les modifications apportées aux contrats faisaient partie d'un système de pots-de-vin millionnaire. Les entreprises ont payé au moins 35 millions de reais de frais pour réaliser ces changements de contrats. Le détournement d'argent estimé dans le système de péage s'élève à 8,4 milliards de reais. Certains de ceux cités par le MPF pour recevoir ces redevances sont : Jaime Lerner, Roberto Requião et Beto Richa, tous anciens gouverneurs de l'État de Paraná, et les concessionnaires Rodonorte, Econorte, Ecovía, Ecocataratas, Caminhos do Paraná et Viapar.
Le gouvernement suivant, sous Jair Bolsonaro et Ratinho Júnior, a tenté de faire une nouvelle concession plus efficace, mais a été bloqué pendant un an par des politiciens de gauche, qui ne sont pas intéressés à dupliquer la route sans utiliser ce fait politiquement (uniquement dans leur gouvernement, faisant des péages très bon marché pour être utilisés comme propagande politique, mais le péage bon marché ne permettra pas les doubles emplois, seulement l'entretien de l'asphalte),.

## Galerie

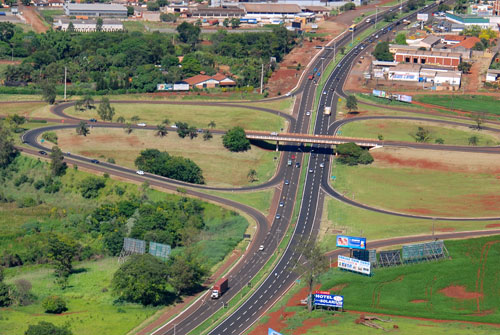
BR-369 entre Cambé et Londrina, Paraná.
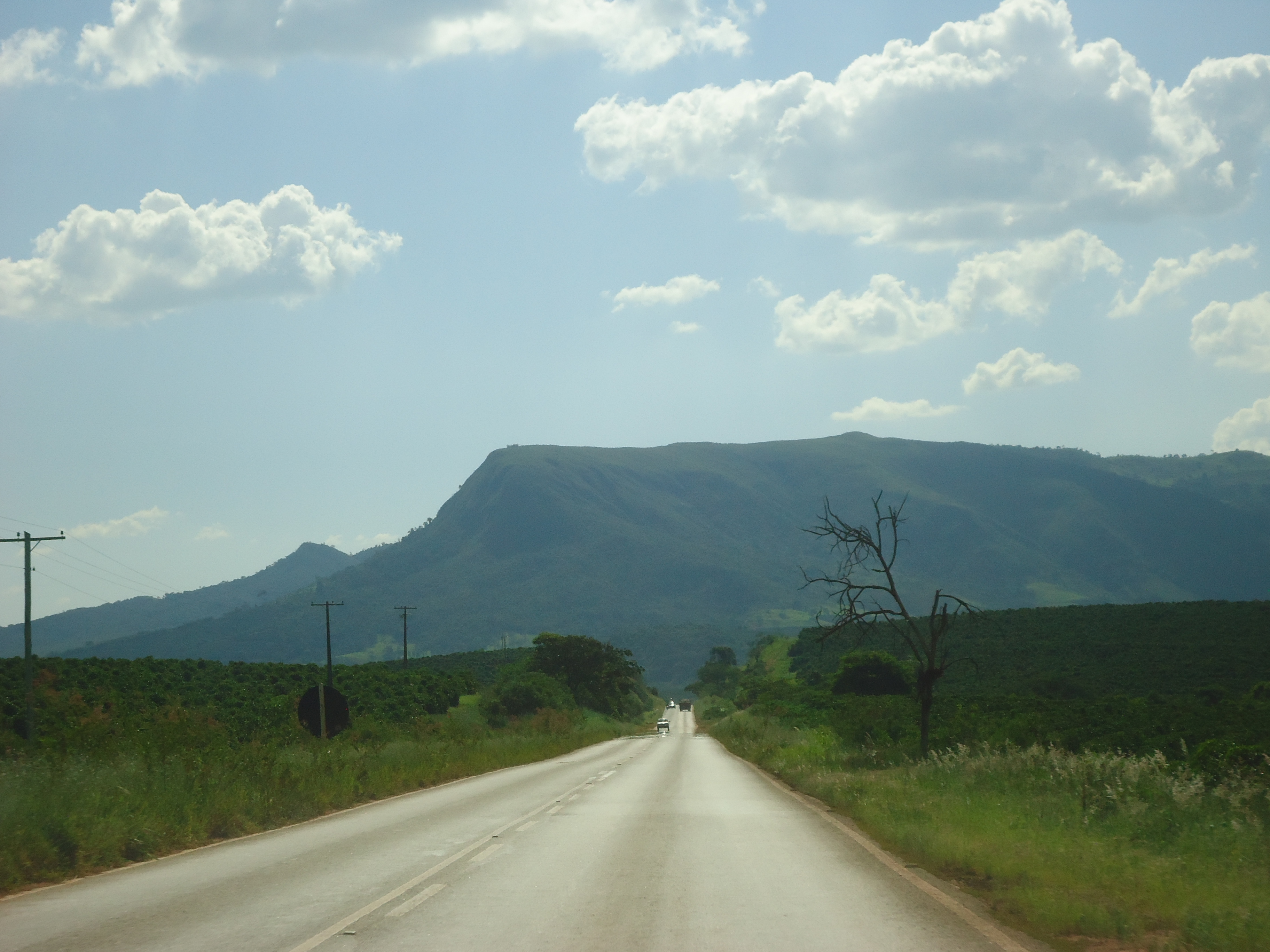
BR-369 à Boa Esperança, Minas Gerais.